# Baboesjkinskaja
Baboesjkinskaja (Russisch: Бабушкинская uitspraakⓘ) is een station aan de Kaloezjsko-Rizjskaja-lijn van de Moskouse metro. 

## Geschiedenis
Het station werd geopend op 29 september 1978 als onderdeel van de verlenging van lijn 6 onder de in 1960 geannexeerde gebieden die inmiddels waren bebouwd met woonwijken. Het ligt in het district Baboesjkinski dat is genoemd naar de vliegenier Michail Baboesjkin. Baboesjkin werd geboren in het dorp Bordino dat in dit gebied lag voor de annexatie. In het interbellum was hij een pionier met vluchten in het noordpoolgebied, onder andere naar onderzoeksstation Noordpool-1. Het station is het noordelijke van de twee enkelgewelfde stations van de Kaloezjsko-Rizjskaja-lijn. Op 1 mei 1979 werd bij de zuidelijke uitgang van het station een zeven meter hoog monument voor jonge metrobouwers onthuld. Het bestond uit een groep van drie beelden, een man met opgeheven hand, een meisje en een man met een helm. Omwonenden bestempelde de beeldengroep als monument voor tijdens de bouw van het station omgekomen bouwvakkers hoewel er zich geen incidenten tijdens de bouw hebben voorgedaan. Halverwege de jaren negentig werd het monument verwijderd en de beelden zijn sindsdien verdwenen. In 2010 is op de plaats van het monument een winkelcentrum gebouwd.

## Ligging en inrichting
Het station heeft geen bovengrondse toegangsgebouwen en het perron ligt op 10 meter diepte onder het kruispunt Jenisejskaja Oelitsa/Oeltisa Menzjinskogo. De noordkant van het perron is met trappen verbonden met een voetgangerstunnel ten noorden van het kruispunt onder de Jenisejskaja Oelitsa die toegangen heeft aan beide zijden van de straat. De zuidkant heeft zowel trappen als roltrappen naar een verdeelhal met een toegang aan de zuidwest kant van het kruispunt. In het begin van de eenentwintigste eeuw zijn de trappen naar de straat met afdakjes overdekt en van 28 april 2011 tot 1 juli 2012 was de zuidelijke verdeelhal gesloten voor groot onderhoud, waarbij onder andere de roltrappen zijn vervangen. 

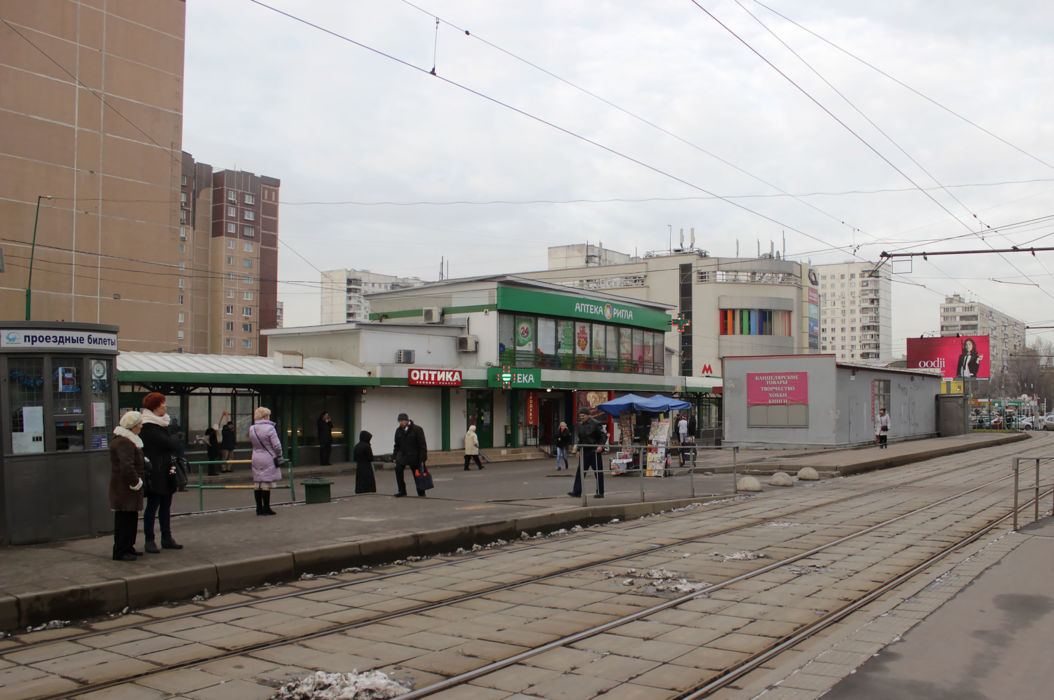
De apotheek (groen) boven de zuidelijke verdeelhal geflankeerd door de toegangstrappen met afdak.
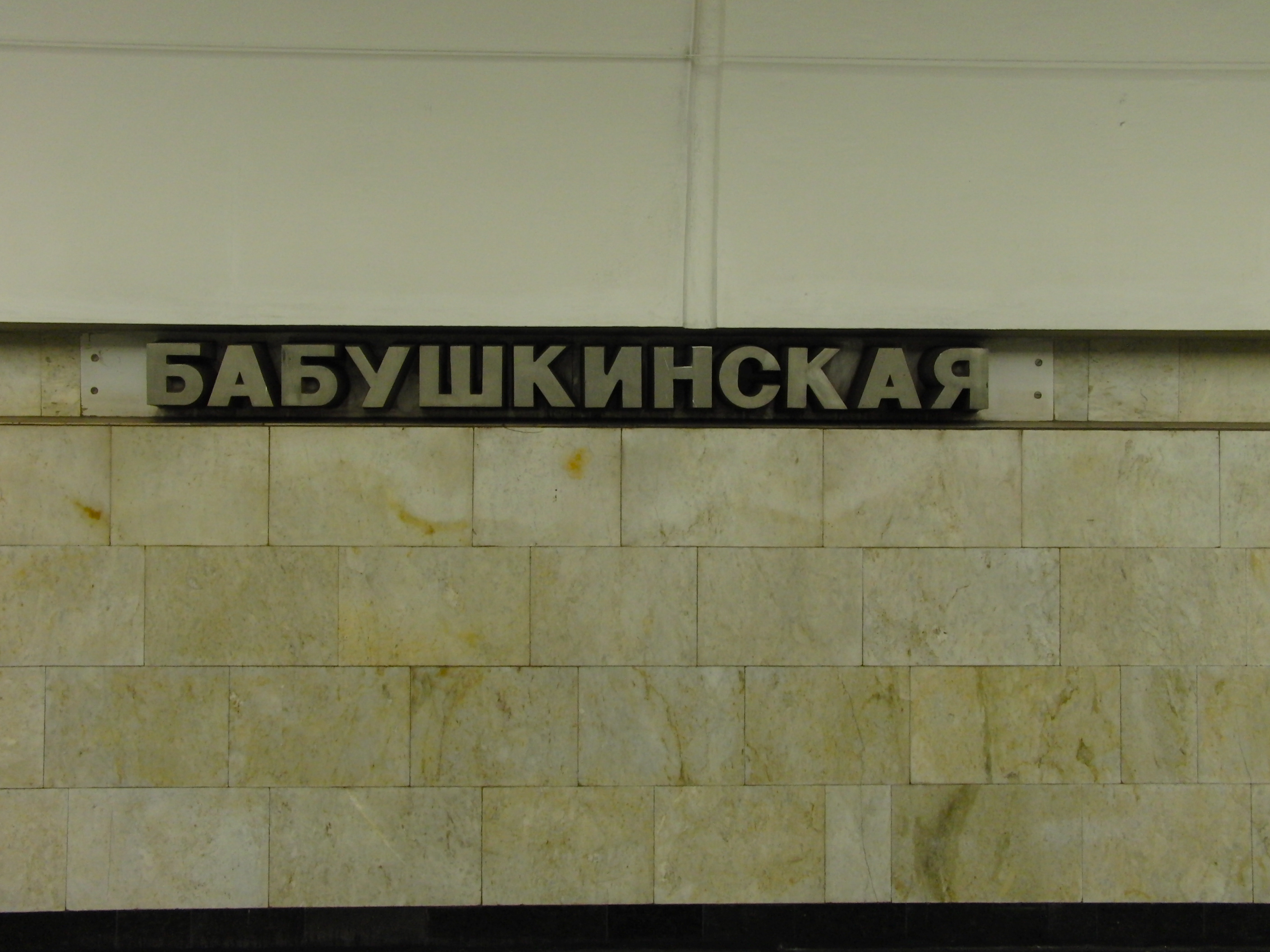
De stationsnaam op de tunnelwand
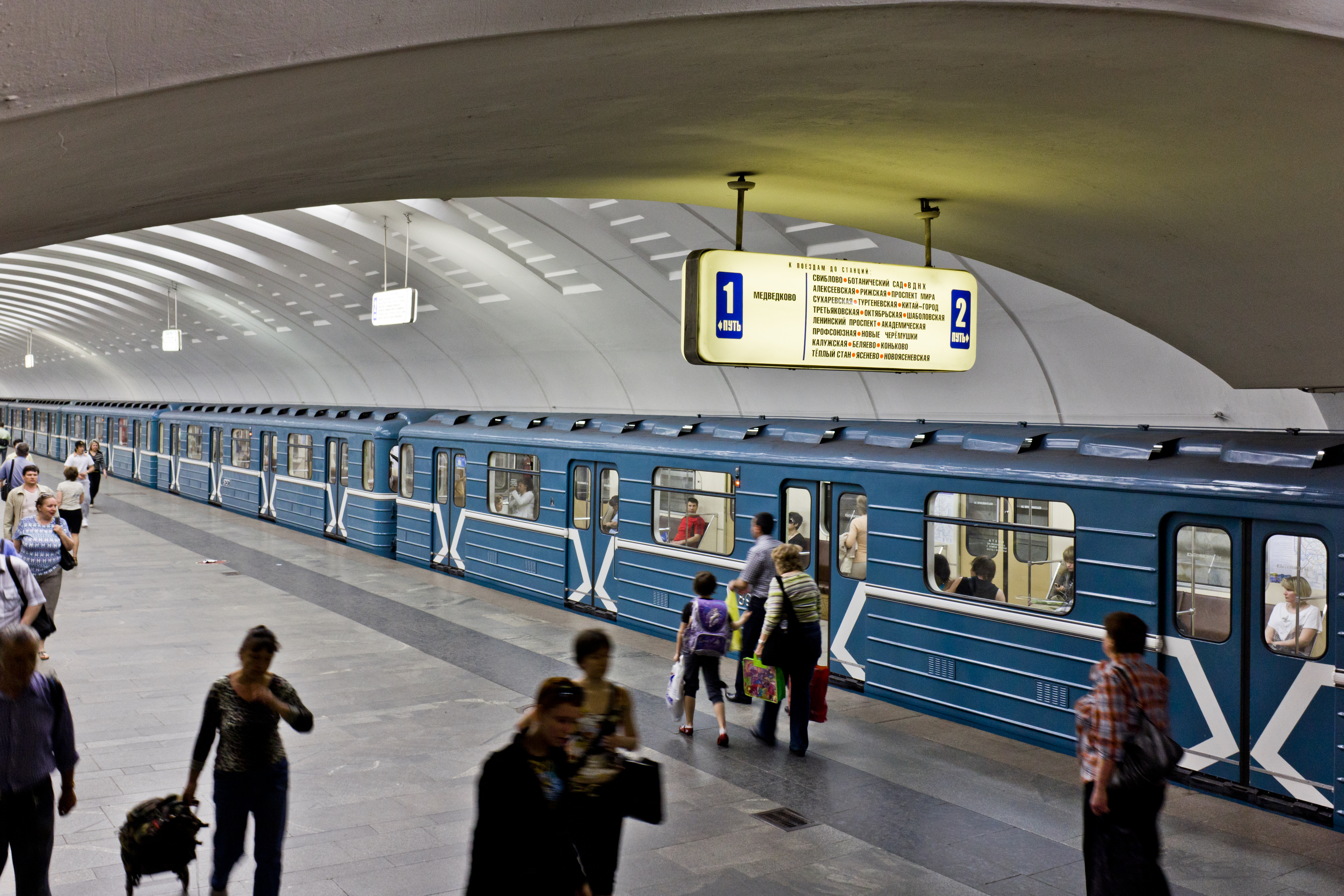
De metro richting centrum gezien vanaf de noordelijke toegangstrap

Ondergronds is er sprake van een enkelgewelfdstation dat in een openbouwput is gebouwd. De bouw van het station stond onder leiding van de architecten V.I. Kolkov en L.N. Popv en de ingenieurs E. Kobzeva en P Vasiljev. Het is het eerste enkelgewelfde station van de Moskouse metro waarbij geprefabriceerde onderdelen zijn gebruikt. Wegens de geringe diepte van het station werd een waterleiding ter hoogte van de trappen aan de noordkant in een doosvormige balk ondergebracht die er aan de buitenkant uitziet als een boog. Een zelfde boog werd vervolgens ook boven de roltrappen en trap aan de zuidkant aangebracht. Boven de kopse kanten van het perron zijn buisvormige versieringen aangebracht met afbeeldingen, van de hand van A.M. Mosiytsjoek, rond het thema Verovering van het noordpoolgebied. Aan de noordkant staat een vliegend schip centraal, terwijl aan de zuidkant een tweedekker zichtbaar is. De tunnelwanden onder het gewelf zijn bekleed met geel marmer en het perron bestaat uit zwart en grijs graniet. De verlichting is aangebracht in de uitsparingen in het gewelf.

## Reizigersverkeer
In maart 2002 werden 71.400 reizigers per dag geteld. De metro's in noordelijke richting vertrekken op even dagen om 6:06 uur en in het weekeinde 6:05 uur. Richting centrum is het vertrek op even dagen in het weekeinde om 5:43 uur op andere dagen om 5:42 uur.